# Utopia (닥터 후)
"Utopia" (KBS 방영 제목: 〈유토피아〉)는 영국의 SF 드라마 《닥터 후》 시즌 3의 열한번째 에피소드이다. 2007년 6월 16일 BBC One에서 처음으로 방영되었다. 총 3부로 구성된 이야기 중 1부에 해당되는 에피소드로, "The Sound of Drums", "Last of the Time Lords"와 이어진다. 감독은 그레이엄 하퍼, 각본은 총괄프로듀서 러셀 T 데이비스가 맡았다. 또 이번 에피소드는 닥터와 동족이자 적인 마스터가 1996년 TV 영화 《닥터 후》에 마지막으로 출연한 이래 뉴 시즌 들어 처음으로 소개되는 에피소드이기도 하다.
작중 무대는 지금으로부터 100조년 뒤 먼 미래, 우주의 종말이 닥쳐온 시점이다. 야나 교수 (데릭 재코비 분)는 최후의 인류를 로켓에 태워 '유토피아'라는 곳으로 보내려는 계획에 열중하고 있었고, 10대 닥터와 마사 존스, 그리고 우연히 합류한 캡틴 잭 하크니스가 교수의 계획에 함께 나서다, 그 이면에 숨겨져 있던 전혀 뜻밖의 무서운 진실을 마주한다는 내용이다.

## 줄거리
닥터의 옛 동행자였던 캡틴 잭 하크니스는 닥터와 헤어진 뒤 21세기 지구의 영국 카디프에 갇혀 닥터가 돌아오기만을 기다린다. 그리고 마침내 닥터가 타디스의 동력을 충전하기 위해 시간 에너지가 나오는 카디프의 틈에 주차해 놓았다는 사실을 알고는 한걸음에 달려간다. 넉넉히 충전을 다 마친 닥터는 잭이 타디스를 향해 달려오는 것을 발견하고 타디스의 시동을 걸어 비물질화시킨다. 하지만 사라지기 직전 잭이 타디스 겉에 딱 붙어 매달리게 되고, 타임 볼텍스를 타고 이동하던 타디스는 잭을 떨쳐놓으려고 선체를 흔들다 경로를 이탈하여 우주의 종말에 이르고 만다. 도착해 보니 잭은 타임 볼텍스에 휘말려 죽어 있었으나, 사실은 죽을 수가 없는 몸이었기 때문에 얼마 되지 않아 정신을 차린다.
닥터와 마사, 잭은 자신들이 도착한 말카세로 (Malcassairo) 행성을 둘러보다 어떤 한 사람이 목숨 걸고 도망치는 광경을 목격하는데, 그 너머로는 퓨처카인드 (Futurekind)라는 야만인들이 득달같이 쫓아오고 있었다. 도망치던 사람의 이름은 패드로였고, 닥터 일행은 패드로와 함께 외딴 로켓 격납고로 피신한다. 그곳은 마지막까지 살아남은 인류를 "유토피아"로 보내기 위한 전진 기지였다. 세 사람은 늙은 야나 교수와 곤충형 인간 조수인 챈토를 만난다. 야나 교수는 닥터에게 로켓의 엔진을 살펴보고 발사되지 않는 이유를 점검해 달라고 부탁한다. 이에 닥터는 로켓의 수리를 함께 도우며 동력을 주입한다. 수리가 한창이던 그 순간, 야나 교수는 자신이 기억하는 한 가장 오래토록 들려 왔던 알 수 없는 네 박자의 북소리가 끊임없이 귀에 들려오기 시작한다. 로켓이 발사될 준비가 되자 기지로 피난와 있던 인류가 로켓에 승선하기 시작한다. 하지만 퓨처카인드가 시스템을 망가뜨리면서, 로켓 접합부 쪽의 작업실이 치명적인 방사선으로 가득 차고 만다. 이에 잭은 자신이 접합부를 고치겠다고 자원해 나선다.
잭이 들어가서 작업하는 사이, 닥터는 잭을 마주친 순간 일부러 버려두고 떠났다는 사실을 인정한다. 그리고 저번에 잭과 함께 있었을 때, 배드 울프로 변한 로즈 타일러가 잭에게 영생의 삶을 내렸다고 설명한다. 잭이 로켓을 다 고치고 발사 준비를 마치자, 마사는 우연히 야나 교수의 회중시계를 살펴보게 되는데, 닥터가 타임로드에서 인간으로 모습을 바꿀 때 썼던 것과 닮았었다. 마사는 닥터에게 바로 달려가서 시계의 존재 사실과, 야나 교수가 시계 속에서 들려오는 목소리에 홀려 있다는 사실을 알린다. 닥터가 로켓 발사 시퀀스를 가동한 그 순간, 야나 교수가 시계 뚜껑을 연다. 닥터가 정신없이 관제실로 돌아온 그 때, 야나 교수는 퓨처카인드가 방 안으로 들어오도록 방치하고 있었고, 조수 챈토가 야나 교수의 이름을 부르며 맞서자, 야나 교수는 자신의 이름이 마스터라고 응수한다. 이어진 몸싸움에서 챈토와 마스터는 서로 치명상을 입는다. 마스터는 목숨이 끊어지기 직전 타디스로 기어가서 재생성을 통해 젊은 모습으로 몸을 바꾼다. 마스터는 닥터와 잭, 마사를 퓨처카인드가 몰려드는 방 안에 내버려 두고 타디스를 가동시켜 어디론가 가 버린다.

### 다른 에피소드와의 연관성
이번 에피소드는 닥터 후 내에서 주인공 닥터와 함께 대표적인 타임 로드 등장인물 중 하나인 마스터가 복귀하는 에피소드이다. 1996년 TV 영화에서 한번 출연한 뒤, 뉴 시즌에서 출연하기는 이번이 처음이다. 또한 이전 에피소드에서의 사건들도 언급되는데, "The End of the World", "Boom Town", "The Parting of the Ways", "The Christmas Invasion", 여기에 스핀오프 드라마 《토치우드》의 에피소드 "End of Days"도 마찬가지로 언급된다. 뿐만 아니라 "The Parting of the Ways", "The Christmas Invasion", "Human Nature", "Gridlock"의 한 장면을 소개하고, 야나 교수가 시계에 홀리는 순간에서는 올드 시즌에서 마스터 역을 맡은 앤서니 에인리의 웃음소리와, 역시 같은 마스터 역으로서 〈The Dæmons〉에 나왔던 로저 델가도의 대사가 삽입되어 있다.
데릭 자코비는 역대 마스터의 계보로 따지면 다섯 번째 모습으로 출연하였으며, 다만 닥터와는 화면 너머로만 만났다. 그리고 존 심이 여섯 번째 모습으로 출연하게 되었다. 또 이번 편에서 마스터의 존재가 드러남에 따라 시즌 내내 언급되어 왔던 "미스터 색슨" (Mister Saxon, 색슨 씨)가 사실 "마스터 넘버 식스" (Master No. Six, 여섯번째 마스터)의 애너그램이었다는 설, 아니면 시청자의 관심을 돌리기 위한 거짓 장치였다는 설이 제기되기도 하였다. 하지만 러셀 T 데이비스는 이 같은 질문에 대해 어느 쪽이든 의도한 것은 아니라고 밝혔다.